# Elio Morselli
Elio Morselli (Udine, 30 marzo 1927 – Roma, 10 dicembre 2017) è stato un giurista italiano.

## Biografia
Figlio dell'economista Emanuele Morselli, frequenta la facoltà di Giurisprudenza dell'Università Cattolica del Sacro Cuore di Milano per poi discutere la tesi di laurea presso l'Università di Ferrara. Dopo aver conseguito nel 1968 la libera docenza, è incaricato di diritto penale presso l'Università di Frosinone. Quindi fino al 1975 è assistente dapprima volontario, poi ordinario di diritto penale presso l'Università "La Sapienza" di Roma. Vince il concorso a cattedra di prima fascia nel 1975 ed insegna diritto penale a Messina, Catanzaro, Firenze e, successivamente a Perugia, dal 1983 al 1999, come professore ordinario. 
Nella dottrina penalistica italiana si distingue per il suo personale contributo volto ad affrontare la sistematica della teoria generale del reato, sulla base di dati pre-normativi e segnatamente psico-criminologici. A tale scopo compie lunghi e approfonditi studi di psicologia e sociologia, sia in Italia che all’estero. In parallelo al suo insegnamento del diritto penale, tiene anche un “Seminario di criminologia applicata al diritto penale”, al quale partecipano, da lui invitati, studiosi di altre Università, anche straniere. Per questa ragione tra le sue numerose pubblicazioni annovera, oltre quelle strettamente giuridico-dommatiche, anche contributi di natura criminologica.
Particolare rilevanza ha il testo Il ruolo dell'atteggiamento interiore nella struttura del reato (1989), tradotto in spagnolo nel 1992 e adottato nei corsi post-grado per la Maestria y Doctorado in America Latina. Infine, anche la sua monografia Il ruolo dell'atteggiamento interiore nella struttura del reato (1989) è stata tradotta e pubblicata in Sudamerica nel 1992 con il titolo La función del comportamiento interior en la estructura del delito.

## Opere
- La reazione agli atti arbitrari del pubblico ufficiale, Cedam, Padova, 1966[2]
- Il reato di false comunicazioni sociali, Jovene, Napoli, 1974[3]
- Il ruolo dell’atteggiamento interiore nella struttura del reato, Cedam, Padova, 1989[4]
- Dispense di diritto penale, Cusl, Perugia, 1993[5][6]